# 韓玉符
韓玉符（1904年6月3日—1983年8月8日）。吉林省德惠縣人。民國37年（1948年）在吉林省選區當選第一屆立法委員。

## 生平[1][2][3][4]
- 民國十五年北平中國大學政治系畢業
- 民國三十一年，先後畢業於中央訓練團黨政訓練班十八期及革命實踐硏究院十七期
- 民國十八、十九年，先生在北平郁文大學歷任教務指導員及教務主任等職
- 抗日時，投効北平軍事委員會，先後任職於陸軍第五十一軍一百十八師及第－百六十三師
- 民國二十六年，政訓處改制為政治部，先生晉升為上校主住，奉調赴成都中央軍官學校政治研究班及赴重慶中央訓練團受訓，旋奉派赴山東全省保安部隊任少將書記長，並兼陸軍新編三十六師政治部主任。未幾，奉行政院簡派為山東省第九區行政督察專員兼保安司令
- 民國三十四年，日軍戰敗，先生奉派為黑龍江省黨部執行委員兼文化委員會主任委員，並兼辦善後救濟松哈救濟處處長。設立松江聯立中學
- 民國三十六年二月，先生當選吉林省參議會副議長
- 行憲後，當選吉林省地區首屆立法委員
- 民國72年8月8日凌晨三時病故[5]